# 11832 Pustylnik
11832 Pustylnik è un asteroide della fascia principale. Scoperto nel 1984, presenta un'orbita caratterizzata da un semiasse maggiore pari a 2,4001138 au e da un'eccentricità di 0,2083011, inclinata di 3,31708° rispetto all'eclittica.
L'asteroide è dedicato all'astronoma ucraina Izold Pustylnik.